# Villa Snäcksund
Villa Snäcksund på Gustav Wasas gata 11 i Ekenäs, Raseborgs kommun, Finland, är ett konstcentrum och ett konstnärshem byggt 1857, där två finlandssvenska bildkonstnärer eller kuratorer i taget genom stiftelsen Pro Artibus erbjuds möjlighet till bostad och arbetsstipendium i perioder om tre år. Det finns två bostäder i villan och två arbetsrum i en separat ateljébyggnad. Det finns också en mindre byggnad, Torpet, som används bland annat för kortvariga konstnärliga eller konstrelaterade forskningsprojekt av konstnärer, kuratorer, konstkritiker eller -pedagoger. Inom fastigheten finns vidare Pro Artibus kansli, en konservatorsateljé och Galleri Elverket. Fastigheten genomgick en omfattande renovering 2016.
Villa Snäcksund ägs idag av Svenska kulturfonden och förvaltas av stiftelsen Pro Artibus.

## Historik
Villa Snäcksund, som 1857 byggdes av bagarmästaren Melchior Mauritz Engberg i det område som då hette Kungsladugården, har bland annat tjänstgjort som värdshus. Efter flera ägarbyten övergick fastigheten 1950 i Ekenäs stads ägo och användes då som bostadshus, senare också som boende för sommarturister. Huset förföll alltmer och köptes 1988 av föreningen Ekenässällskapet, bildad den 14 november samma år, vars stora, övergripande mål var att rädda Villa Snäcksund.
Renoveringen av villan påbörjades den 15 januari 1991, och den invigdes den 15 oktober samma år under högtidliga former i närvaro av dåvarande försvarsministern Elisabeth Rehn. Samma dag flyttade den första hyresgästen in, arkitekten och bildkonstnären Richard Ahlqvist.
I februari 1998 beslöt Ekenässällskapet med Ekenäs stads godkännande att sälja villan för ettusen mark till stiftelsen Pro Artibus under förutsättning att stiftelsen fortsätter att bygga ut och utveckla ett finlandssvenskt konstcentrum i Ekenäs stad med utgångspunkt i Villa Ormnäs samt med konstnärsbostäder i Villa Snäcksund. Överlåtelsen slutfördes i maj 2000.